# Valois-Borgogna
La Casata di Valois-Borgogna (in francese: maison de Valois-Bourgogne), o Casata minore di Borgogna, fu una famiglia nobile francese derivata dalla casata reale dei Valois. Essa è distinta dalla Casata di Borgogna di stirpe capetingia, anche se entrambe discendono da re Roberto II di Francia. Ressero le sorti del Ducato di Borgogna dal 1363 al 1482 e successivamente acquisirono vasti territori tra cui l'Artois, le Fiandre, il Lussemburgo, l'Hainaut, la Franca Contea e altre terre.
Il termine di "Valois di Borgogna" venne utilizzato per la prima volta dopo che re Giovanni II di Francia ebbe garantito il ducato di Borgogna a suo figlio minore, Filippo il Temerario, nel 1363.
Durante la Guerra dei Cento anni, i duchi rivaleggiarono coi cugini francesi unendo un gran numero di feudi sotto il loro controllo. Ad ogni modo, i loro piani per fondare un regno autonomo fallirono quando l'ultimo duca, Carlo il Temerario, prese parte alle Guerre borgognone e venne ucciso nella Battaglia di Nancy nel 1477. L'ultimo reggente della dinastia, la duchessa Maria di Borgogna, cercò di mantenere l'autonomia nei propri domini ma fallì nel suo intento. Le sue terre al di fuori della Francia passarono al suo primogenito, Flippo, divenendo i Paesi Bassi asburgici, mentre il Ducato di Borgogna tornò alla Francia. Maria morì nel 1482 ponendo così fine alla casata dei Valois-Borgogna.

## Storia
L'ex Regno di Borgogna franco venne diviso in Francia orientale e occidentale dal Trattato di Verdun dell'843. Mentre la parte orientale riuscì ad evolversi nel Regno di Arles e nella Franca Contea di Borgogna, incorporate nel Sacro Romano Impero nel 1032, la parte occidentale andò a costituire il Ducato di Borgogna, fondato nel 918 da Riccardo il Giustiziere e divenne feudo della casa dei Capetingi sotto re Roberto II nel 1002. Per venire incontro alle richieste dei nobili borgognoni di una propria autonomia, re Roberto installò il suo secondogenito Enrico come duca di Borgogna nel 1016, titolo che poi passò a suo fratello minore Roberto I ed ai suoi discendenti dopo che Enrico succedette a suo padre come re di Francia nel 1031.
La casa capetingia di Borgogna si estinse quando il duca Filippo I morì ne 1361, prima di essere in grado di consumare il suo matrimonio con Margherita di Dampierre, erede del conte Luigi II delle Fiandre. Il ducato di Borgogna venne quindi unificato ai domini reali sotto re Giovanni II. Poco dopo, ad ogni modo, il figlio quartogenito di Giovanni, Filippo il Temerario, ricevette il ducato di Borgogna come appannaggio personale dalle mani di suo padre.

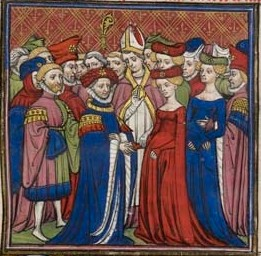
Matrimonio di Filippo il Temerario e Margherita delle Fiandre, Chroniques de France, fine del XIV secolo

Filippo il Temerario governò come Filippo II di Borgogna dal 1363 al 1404. Nel 1369 sposò la vedova Margherita di Dampierre e quando suo suocero Luigi II delle Fiandre morì nel 1384, egli venne chiamato a succedergli non solo nelle Fiandre, nell'Artois, a Rethel e a Nevers, ma anche nella Franca Contea di Borgogna, divenendo quindi vassallo diretto dell'Imperatore del Sacro Romano Impero. L'anno successivo organizzò il doppio matrimonio di suo figlio ed erede Giovanni Senza Paura con Margherita di Wittelsbach, figlia del duca Alberto di Baviera-Straubing e sorella del principe Guglielmo II di Baviera-Straubing, il quale a sua volta sposò la figlia di Filippo, Margherita. Già alla morte di re Carlo V di Francia nel 1380, Filippo col duca Luigi I d'Angiò ed il duca Giovanni di Berry era stato nominato tra i reggenti per il minorenne re Carlo VI. Quando i problemi di salute mentale di Carlo VI divennero sempre più d'impedimento, Filippo tentò di smuovere la sua influenza nel regno francese, ma incontrò fiera resistenza nel fratello minore del sovrano, il duca Luigi I d'Orléans.
Cresciuto nelle Fiandre, il duca Giovanni Senza Paura succedette a suo padre nel 1404 ed unificò l'eredità ricevuta da sua madre Margherita di Dampierre con il ducato borgognone. Cedendo le contee di Nevers e Rethel ai suoi fratelli minori Filippo II e Antonio, portò avanti una politica vantaggiosa. Come suo padre entrò in contrasto col cugino Luigi I d'Orléans che fece assassinare nel 1407. Le continue tensioni con gli Orléans portarono alla Guerra civile armagnacco-borgognona, dove il duca Giovanni si alleò con re Enrico V d'Inghilterra e nel 1418 occupò Parigi. L'anno successivo venne attirato in un'imboscata e ucciso dal capo degli armagnacchi Tanneguy du Chastel.

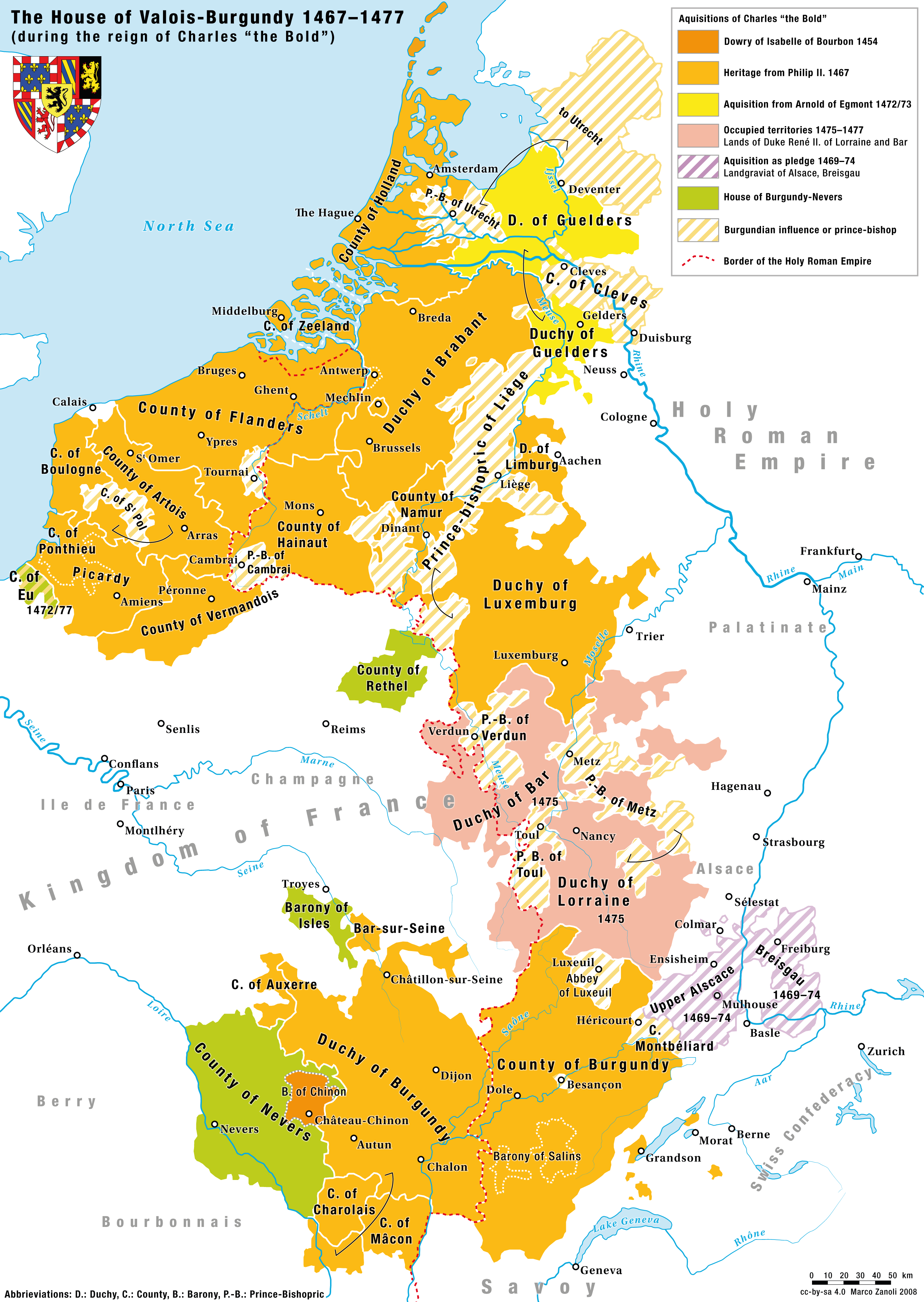
I possedimenti borgognoni al tempo di Carlo il Temerario 1465–1477

Il figlio di Giovanni, Filippo il Buono, duca di Borgogna dal 1419, rinnovò il trattato di alleanza di suo padre con re Enrico V d'Inghilterra siglando il Trattato di Troyes nel 1420 contro il delfino francese Carlo VII. Egli dapprima si concentrò nell'allargare i confini dei territori borgognoni acquisendo la successione nella Contea di Namur nel 1421 (con effetto dal 1429) e poi succedendo a suo cugino il duca Filippo di Saint-Pol nei ducati imperiali di Brabante e Limburgo. Egli si assicurò inoltre l'eredità della Baviera-Straubing tramite sua madre Margherita di Wittelsbach e suo zio Giovanni III di Baviera-Straubing, ed infine nel 1433 sa cugina Jacqueline di Hainaut gli cedette anche la sovranità delle contee di Hainaut, Zelanda, Olanda e Frisia. Dal 1435 col Congresso di Arras, il duca Filippo riconobbe il governo di Carlo VII di Francia ma in cambio riconobbe la formalizzazione dell'indipendenza delle terre borgognone dalla corona francese. Nel 1441 egli ottenne anche il Ducato del Lussemburgo dall'ultima duchessa regnante, Elisabetta di Görlitz.
Il duca Carlo il Temerario, figura ideale e romantica del duca cavalleresco, si impegnò anch'egli in conflitti armati. Con l'acquisizione della Gheldria, i Paesi Bassi borgognoni raggiunsero la loro estensione massima. I piani di Carlo per far ascendere la sua dinastia lo portarono a intraprendere dei negoziati con l'imperatore asburgico Federico III per costituire un "Regno di Borgogna" e definire il matrimonio di sua figlia Maria con il figlio di Federico, l'arciduca Massimiliano d'Austria. Di fronte alla riluttanza dall'imperatore, Carlo iniziò l'inconcludente Assedio di Neuss nel 1474 e venne coinvolto nelle Guerre borgognone contro il Ducato di Lorena e la Confederazione Elvetica. Quando Carlo stesso venne ucciso nel 1477 nel corso della battaglia di Nancy, con lui si estinse anche la linea maschile dei Valois-Borgogna.
L'eredità borgognona passò all'arciduca Massimiliano d'Asburgo il quale aveva sposato Maria di Borgogna sette mesi prima della morte di suo padre e poteva ora far valere le proprie pretese contro quelle di re Luigi XI di Francia col quale si scontrò nel 1479 nella Battaglia di Guinegate. Il re francese poté ottenere solo il ducato di Borgogna propriamente detto, l'Artois e l'ex feudo borgognone della Piccardia. La casata degli Asburgo mantenne i Paesi Bassi borgognoni, inaugurando così diversi secoli di rivalità franco-asburgica.

## Duchi di Borgogna (1363–1482)
| Duchi di Borgogna       | Duchi di Borgogna       | Duchi di Borgogna       | Duchi di Borgogna |
| Casa di Valois-Borgogna | Casa di Valois-Borgogna | Casa di Valois-Borgogna | Casa di Valois-Borgogna |
| Immagine                | Nome                    | Date                    | Note |
| ----------------------- | ----------------------- | ----------------------- | --- |
|                         | Filippo il Temerario    | 1363–1404               | Figlio quartogenito di re Giovanni II di Francia della dinastia dei Valois e di sua moglie, Bona di Lussemburgo. Sposò la contessa Margherita III delle Fiandre nel 1369. |
|                         | Giovanni Senza Paura    | 1404–1419               | Primogenito di Filippo il Temerario. Unì l'eredità di sua madre alla Borgogna. Sposò Margherita di Baviera nel 1385.                                                      |
|                         | Filippo il Buono        | 1419–1467               | |
|                         | Carlo il Temerario      | 1467–1477               | Unico erede legittimo di Filippo il Buono e della sua terza moglie, Isabella del Portogallo. Ultimo duca Valois di Borgogna, ucciso nella Battaglia di Nancy.             |
|                         | Maria                   | 1477–1482               | Unica figlia di Carlo il Temerario e della sua seconda moglie Isabella di Borbone, sposò l'arciduca asburgico Massimiliano I d'Austria nel 1477.                          |

## Stemmi

Stemma di Filippo II
Stemma del duca di Borgogna (1364–1404)
Stemma del duca di Borgogna (1404–1430)
Stemma del duca di Borgogna (1430–1482)